# Argostemma pedicellatum
Argostemma pedicellatum är en måreväxtart som beskrevs av Adolph Daniel Edward Elmer. Argostemma pedicellatum ingår i släktet Argostemma och familjen måreväxter. Inga underarter finns listade i Catalogue of Life.